# Kounotori 7

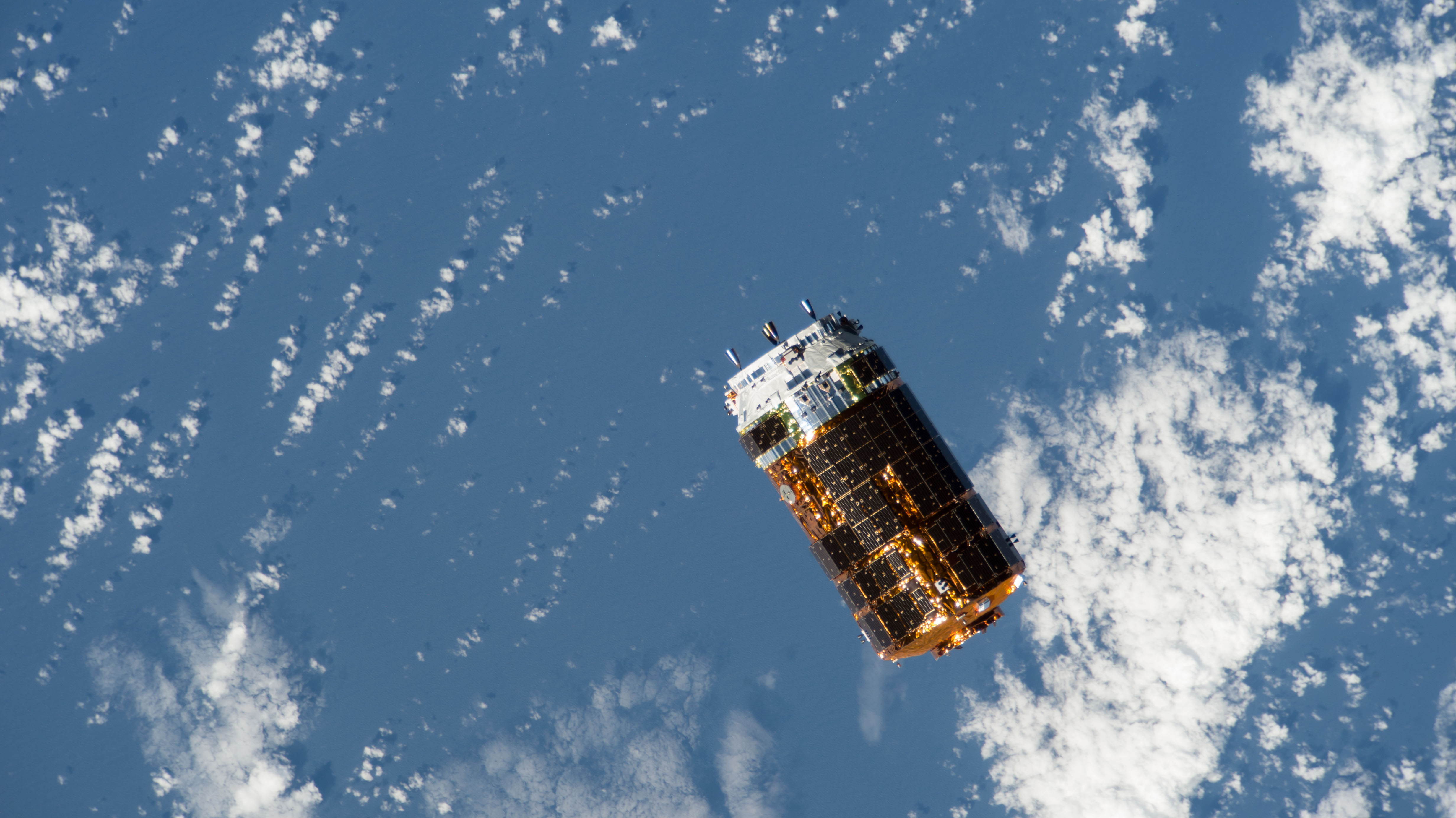
Maniobra de aproximación de HTV-7 (Kounotori 7) a la Estación Espacial Internacional)

Kounotori 7 (こうのとり7号機?), también conocido como HTV-7, es el séptimo vuelo del Vehículo de transferencia H-II, nave espacial de carga no tripulada que despegó el 16 de agosto de 2018 para reabastecer la Estación Espacial Internacional.